# Hermann Rhein
Hermann Rhein (* 26. Oktober 1867 in Bremen; † 10. August 1960 ebenda) war ein deutscher Politiker der SPD und Bremer Senator.

## Leben
Hermann Rhein besuchte die Volksschulzeit und erlernte den Beruf eines Schriftsetzers. Er ging aus Wanderschaft und war danach in verschieden bremischen Druckereien tätig. 1887 wurde er Mitglied im Buchdruckerverband. 1891 trat er der SPD bei. Er wurde 1894 als Nachfolger von Friedrich Ebert Redakteur der SPD - nahen Bremer Bürgerzeitung. Ab 1894 war Rhein ehrenamtliches Mitglied im Vorstand der Allgemeinen Ortskrankenkasse (AOK) in Bremen. 1933 musste er diese Aufgabe niederlegen. 1945 war er nochmals kurzfristig Direktor der AOK.
1900 wurde Rhein in die Bremische Bürgerschaft gewählt. Im SPD-Fraktionsvorstand war er Schriftführer und ab 1905 – als Nachfolger von Friedrich Ebert – Fraktionsvorsitzender. 
Im November 1918, nach dem Ersten Weltkrieg, wurde er zunächst in den Arbeiter- und Soldatenrat in Bremen gewählt und war Mitglied des Aktionsausschusses. Als die USPD Ende Dezember 1918 die Bremer Bürgerzeitung beschlagnahmten trat Rhein aus dem Rat aus. Er war nunmehr entschiedener Gegner der Bremer Räterepublik, welche die SPD bekämpfte.
1919 trat er als Spitzenkandidat der SPD zur Wahl der Bremer Nationalversammlung am 9. März an. Ab dem 10. April 1919 gehörte er der provisorischen Regierung unter Karl Deichmann (SPD) in Bremen an. Ab dem 18. Mai 1919 war er bis 1920 Senator für Soziales im Senat von Martin Donandt (parteilos). Er gehörte dann der Bremer Bürgerschaft bis 1928 an. Von 1928 bis zum 1. November 1931 war er im Senat von Martin Donandt wieder Senator, zuständig für Schulen und Kultur.
1933 verlor auf Druck der Nationalsozialisten auch sein Amt bei der AOK und er trat in den beruflichen Ruhestand.
Herrmann Rhein starb am 10. August 1960 mit 92 Jahren in Bremen.

## Ehrungen
In Bremen-Kattenturm wurde der Hermann-Rhein-Weg nach ihm benannt.